# ERT1
ET1 ou ERT1 é um canal de televisão da Grécia. Era o principal canal da Ellinikí Radiofonía Tileórasi. Foi criado em 1966 e encerrado como todos os outros canais estatais por ordem do governo grego às 00 horas de 12 de junho de 2013 (hora de Atenas, 22 horas em Lisboa).

## Programas
- Εhei Gousto - Variedades
- Mousiki Paradosi - Musical
- Η Κerkida Τou Sabbatou- Esportes